# Nora Subschinski
Nora Subschinski (* 5. Juni 1988 in Berlin) ist eine deutsche Wasserspringerin.
Sie gehört zum Team des Deutschen Schwimm-Verbandes (DSV) im Kunst- und Turmspringen und startet sowohl im Einzel als auch im Synchronspringen. Sie sprang bis 2008 in 10-m-Synchronwettbewerben an der Seite von Annett Gamm, nachdem sich deren ehemalige Partnerin Ditte Kotzian zurückgezogen hatte. Nach dem Rücktritt von Annett Gamm sprang sie zusammen mit Christin Steuer und springt nach deren Rücktritt mittlerweile mit Tina Punzel. Im 3-m-Synchronspringen feierte sie Erfolge mit Katja Dieckow. Der Heimatverein der Sportsoldatin der Bundeswehr ist der Berliner TSC.
Der sportlich größte Erfolg war der Gewinn der Bronzemedaille bei den Weltmeisterschaften 2007 in Melbourne im 10-m-Synchronspringen zusammen mit Annett Gamm. 2011 konnte sie diesen Erfolg in Shanghai mit Christin Steuer wiederholen. Bei Schwimmeuropameisterschaften konnte sie seit 2004 mehrere Medaillen gewinnen, darunter vier Goldmedaillen im Synchronspringen vom Turm sowie zwei Einzelmedaillen.
Subschinski nahm an vier Olympischen Spielen teil. Im Synchronspringen vom Turm wurde sie 2004 in Athen Sechste, 2008 in Peking Vierte, 2012 in London erneut Sechste und 2016 in Rio de Janeiro Siebte. Zudem erreichte sie 2016 einen Neunten Platz im Einzelwettbewerb.
Sie gewann bislang 30 Titel bei Deutschen Meisterschaften und wurde dreimal Junioreneuropameisterin.

## Größte Erfolge
| 2004 | Europameisterschaften | 1. Platz | Synchron Turm                       |
| 2004 | Olympische Spiele     | 6. Platz | Synchron Turm                       |
| 2005 | Weltmeisterschaften   | 4. Platz | Synchron Turm                       |
| 2006 | Europameisterschaften | 1. Platz | Synchron Turm                       |
| 2007 | Weltmeisterschaften   | 3. Platz | Synchron Turm                       |
| 2008 | Europameisterschaften | 1. Platz | Synchron Turm                       |
| 2008 | Olympische Spiele     | 4. Platz | Synchron Turm                       |
| 2009 | Europameisterschaften | 2. Platz | Synchron Brett, Synchron Turm, Turm |
| 2010 | Europameisterschaften | 1. Platz | Synchron Turm                       |
| 2011 | Europameisterschaften | 2. Platz | Synchron Turm                       |
| 2011 | Weltmeisterschaften   | 3. Platz | Synchron Turm                       |
| 2012 | Europameisterschaften | 3. Platz | Synchron Turm                       |
| 2012 | Olympische Spiele     | 6. Platz | Synchron Turm                       |
| 2014 | Europameisterschaften | 2. Platz | Synchron Brett                      |
|      |                       | 3. Platz | Brett                               |